# Хунесбю
Хунсебю (дат. Hunseby) — деревня, расположенная примерно в 3 км к северу от города Марибо на датском острове Лолланн. Относится к коммуне Лолланн в регионе Зеландия. По состоянию на 2024 год её население составляет 399 человек.

## История
Из романских надписей, высеченных на камне, служащем опорой для древнего портала, явствует, что церковь, по-видимому, была построена в середине XII века.
В 1714 году приход перешёл под управление сестры Лерхе, которая основала графство Кнутенборг (англ.). Она учредила школу Хунесбю в 1698 году, а в 1715 году основала больницу, способную принять до восьми пациентов из графства.
В 1879 году Карен Кнут возвела несколько домов для размещения слуг и персонала, работавшего в Кнутенборге. Один из таких домов можно увидеть по адресу 30 Kirkevej.

## Достопримечательности
Церковь в Хунсебю, датируемая по крайней мере серединой XII века, имеет романский алтарь и неф, а также готическую башню. Недавние исследования показали, что здание, возможно, было построено ещё в 1060 году, что делает его одной из старейших церквей в Дании.

## Известные уроженцы
- Адам Кристофер фон Кнут (англ., 1687—1736), первый граф Кнутенборга, похоронен в церкви Хунесбю.